# 梅里尼亚克 (夏朗德省)
梅里尼亚克（法語：Mérignac，法語發音：[meʁiɲak]）是法国夏朗德省的一个市镇，属于干邑区。

## 地理
梅里尼亚克（45°41'56"N, 0°4'49"W）面积18.51 平方千米，位于法国新阿基坦大区夏朗德省，该省份为法国西部内陆省份，北起德塞夫勒省和维埃纳省，东临上维埃纳省，东南至多尔多涅省，南至多爾多涅省，西接滨海夏朗德省。
与梅里尼亚克接壤的市镇（或旧市镇、城区）包括：巴萨克、杜扎、埃沙拉、弗勒拉克、富西尼亚克、穆利达尔、特里亚克-洛特赖。

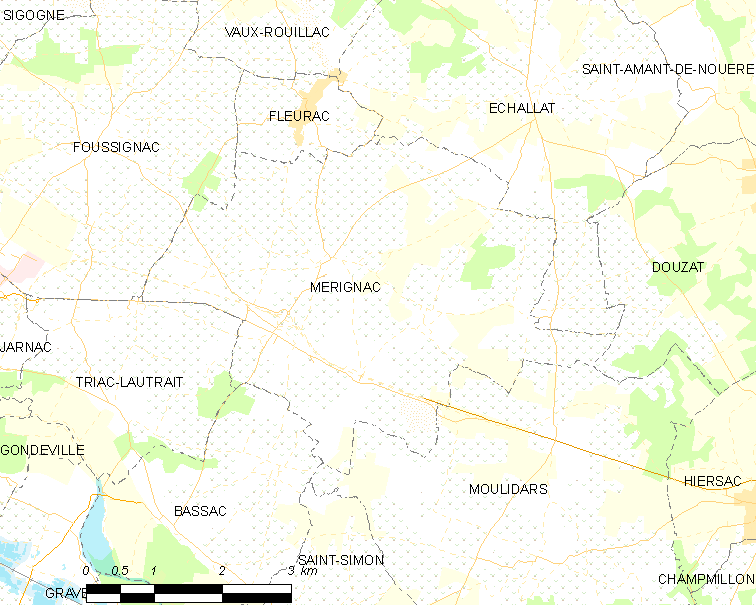
的OSM定位图

梅里尼亚克的时区为UTC+01:00、UTC+02:00（夏令时）。

## 行政
梅里尼亚克的邮政编码为16200，INSEE市镇编码为16216。

## 政治
梅里尼亚克所属的省级选区为雅纳克县。

## 人口

1962-2008年间人口变化图示

梅里尼亚克于2022年1月1日时的人口数量为812人。